# That Lady (The Isley Brothers)
That Lady is een nummer van de Amerikaanse soulgroep The Isley Brothers uit 1964, heruitgegeven 1973 als eerste single van hun elfde studioalbum 3 + 3.
De oorspronkelijke versie uit 1964 heette "Who's That Lady?" en werd geïnspireerd uit The Impressions. In 1973 brachten The Isley Brothers een funkrockversie van het nummer uit. Ernie Isley, die de gitaar bespeelt op deze versie, heeft zich daarvoor laten beïnvloeden door Jimi Hendrix, die in 1964 met The Isley Brothers meeging op tour. De funkrockversie van "That Lady" werd een grote hit en er gingen meer dan twee miljoen exemplaren van de single over te toonbank. In de Amerikaanse Billboard Hot 100 wist de plaat de 6e positie te bereiken, en in de Nederlandse Top 40 de 17e. Hoewel het nummer in Vlaanderen geen hitlijsten bereikte, werd het daar wel een radiohit.

## Tracklijst
7"-single
1. "That Lady (Part 1)" - 3:09
2. "That Lady (Part 2)" - 3:15